# Torneo de las Cinco Naciones 1965
El Torneo de las Cinco Naciones de 1965 fue la 71° edición del principal Torneo del hemisferio norte de rugby.
El campeón del torneo fue la selección de Gales.

## Clasificación
| Lugar | Selección  | Partidos | Partidos | Partidos  | Partidos | Puntos  | Puntos    | Puntos | Tabla de puntos |
| Lugar | Selección  | Jugados  | Ganados  | Empatados | Perdidos | A favor | En contra | dif.   | Tabla de puntos |
| ----- | ---------- | -------- | -------- | --------- | -------- | ------- | --------- | ------ | --------------- |
| 1     | Gales      | 4        | 3        | 0         | 1        | 55      | 45        | +10    | 6               |
| 2     | Francia    | 4        | 2        | 1         | 1        | 47      | 33        | +14    | 5               |
| 3     | Irlanda    | 4        | 2        | 1         | 1        | 32      | 23        | +11    | 5               |
| 4     | Inglaterra | 4        | 1        | 1         | 2        | 15      | 28        | -13    | 3               |
| 5     | Escocia    | 4        | 0        | 1         | 3        | 29      | 49        | -20    | 1               |

## Resultados
| 9 de enero | Francia | 16 - 8 | Escocia | Stade Olympique Yves-du-Manoir, Colombes |  |

| 16 de enero | Gales | 14 - 3 | Inglaterra | Cardiff Arms Park, Cardiff |  |

| 23 de enero | Irlanda | 3 - 3 | Francia | Lansdowne Road, Dublín |  |

| 6 de febrero | Escocia | 12 - 14 | Gales | Estadio Murrayfield, Edimburgo |  |

| 13 de febrero | Irlanda | 5 - 0 | Inglaterra | Lansdowne Road, Dublín |  |

| 27 de febrero | Inglaterra | 9 - 6 | Francia | Twickenham Stadium, Londres |  |

| 27 de febrero | Escocia | 6 - 16 | Irlanda | Estadio Murrayfield, Edimburgo |  |

| 13 de marzo | Gales | 14 - 8 | Irlanda | Cardiff Arms Park, Cardiff |  |

| 20 de marzo | Inglaterra | 3 - 3 | Escocia | Twickenham Stadium, Londres |  |

| 20 de marzo | Francia | 22 - 13 | Gales | Stade Olympique Yves-du-Manoir, Colombes |  |

## Premios especiales
- Triple Corona:  Gales
- Copa Calcuta:  Inglaterra